# Sunndalsøra
Sunndalsøra is een plaats in de Noorse gemeente Sunndal, provincie Møre og Romsdal. Sunndalsøra is gelegen aan de Sunndalsfjord.
Sunndalsøra telt 4179 inwoners (2007) en heeft een oppervlakte van 3,71 km².

## Geboren
- Guro Reiten (1994), voetbalster